# ماکاروفکا (سرزمین آلتای)
ماکاروفکا (به لاتین: Makarovka) یک منطقهٔ مسکونی در روسیه است که در سرزمین آلتای واقع شده‌است.